# Jorge Sammir Cruz Campos
Jorge Sammir Cruz Campos (Itabuna, Brasil, 23 de abril de 1987), conocido como Sammir, es un exfutbolista brasileño nacionalizado croata su último equipo fue NK Lokomotiva Zagreb.
Juega de delantero, aunque también puede actuar como extremo diestro o mediapunta y su primer equipo fue Paulista FC. También pasó por el São Caetano. Es internacional con la selección de fútbol de Croacia luego de haberse nacionalizado.

## Trayectoria

### Jugando en Brasil
Nacido en Itabuna, Bahía, Sammir se unió al juvenil del Atlético Paranaense en 2001, con 14 años, después de un breve período en el Atlético Mineiro. Fue ascendido al primer equipo en febrero de 2004, pero no logró hacer ninguna aparición para el club brasileño y posteriormente fue cedido al Ferroviária.
En diciembre de 2005 Jorge Sammir se unió al Paulista también en un acuerdo temporal. Después de luchar para encontrar su lugar, volvió a Furacão en abril de 2006, y fue lanzado en agosto. 
En septiembre de 2006 se unió al club Venda Nova, un club de negocios, que lo prestó de inmediato al São Caetano. Él apareció regularmente para el lado durante su estancia de dos meses.

### Dinamo de Zagreb
El 6 de noviembre de 2006 Sammir se unió al Dinamo de Zagreb en calidad de cedido hasta el final de la temporada. Hizo su debut con el club el 17 de marzo de 2007 en un partido de Liga contra el NK Rijeka. 
Al final de la temporada, Sammir había jugado once partidos de liga con el club y anotó contra el Slaven Belupo. También hizo cuatro apariciones en la Copa de Croacia 2006-07. En su primera temporada con el club, Sammir ya había ganado la liga y la copa, que fue el primero de los tres dobletes consecutivos que ganaron entre 2007 y 2009. 

#### Temporada 2007-08
En la temporada 2007-08, su fichaje por el Dinamo de Zagreb se hizo permanente al pagar el club croata 1,4 millones € a su exequipo, según los medios. Sammir hizo su debut en la máxima competición europea ese año, en la UEFA Champions League ante el Werder Bremen. Jugó en la posición de centrocampista derecho, intercambiando posiciones con el capitán del equipo Luka Modrić, que juega en el otro lado de la cancha. Fue la segunda temporada en la que el club conquistaba el campeonato nacional y la Copa. Sammir participó en 24 partidos de liga, anotando cuatro goles, y en 4 partidos de copa. Hizo un total de 38 partidos con el club y anotó cinco goles durante el transcurso de la temporada.

#### Temporada 2008-09
Ante la salida de Luka Modrić con destino al Tottenham Hotspur, a Sammir se le dio la camiseta número 10 y se le dio la batuta de jefe del centro del campo. El club repitió el éxito de las dos anteriores temporadas, consiguiendo el doblete de nuevo en la temporada 2008-09. Se perdió solo un partido de la liga de las 33 jornadas disputadas, anotando 8 goles en el proceso. Hizo once apariciones en competiciones de la UEFA y ganó otros cinco en la Copa de Croacia. Por lo general, un total de 44 partidos y marcando once goles. 

#### Temporada 2009-10
El 16 de agosto, en el inicio de la temporada 2009-10, Sammir anotó su primer triplete para el Dinamo en la victoria por 5-0 en casa contra el NK Osijek, anotando dos penales y un tiro libre. El club no pudo defender el título de la copa en esta ocasión, pero ganó su quinto título de liga consecutivo. Sammir ayudó con 26 partidos de liga y cinco goles. Hizo seis apariciones en la Copa de Croacia 2009-10, y aparece en todos los partidos europeos del club, jugando en los cuatro de UEFA Champions League y en los ocho partidos de la UEFA Europa League. En general, hizo 46 apariciones y anotó seis goles para el club.

#### Temporada 2010-11
Al inicio de la temporada 2010-11 Sammir ganó su primera Supercopa de Croacia con el club ya que derrotó al Hajduk Split por un marcador de 1-0, al marcar el capitán Igor Bišćan el gol de la victoria. En esta temporada Sammir marcó 19 goles en sus 40 partidos a lo largo de la temporada, completando así su mejor año. En las competiciones europeas se las arregló para anotar 7 goles en 12 partidos europeos. 

#### Temporada 2011-12
El brasileño comenzó la temporada 2011-2012, marcando ante el Cibalia Vinkovci en la Prva HNL, y también el gol de la victoria en el partido de ida de la Liga de Campeones en tercera ronda de clasificación para atar la victoria por 2-1 ante el HJK Helsinki. Anotó dos goles y la creación de otro en la victoria por 4-1 ante el Malmö FF en el partido de ida de la eliminatoria final para acceder a la fase de grupos de la UEFA Champipns League. Apareció en 5 partidos del Dinamo en la fase de grupos, jugando contra el Real Madrid, Olympique Lyonnais y AFC Ajax. Él continuó apareciendo regularmente en el primer equipo en la Prva HNL y en la fase de grupos de la Liga de Campeones, anotando 8 goles en 32 partidos en total. 

#### Temporada 2012-13
En la temporada 2012-2013, marcó 8 goles en 7 partidos, 6 de los cuales eran desde los tiros de penales en la Prva HNL. Apareció en todos los partidos de clasificación para la UEFA Champions League, excepto un partido contra el equipo esloveno del NK Maribor. En mayo de 2011, él estaba de fiesta en una discoteca tan solo unos días antes del partido, lo que agravó el entrenador del GNK Dinamo Zagreb Ante Čačić, a la suspensión del club de él y Jerko Leko. Se disculpó, se reincorporó al equipo, y apareció en todos los 6 partidos del Dinamo Zagreb en la fase de grupos de la UEFA Champions League. En total esta temporada jugó 40 partidos y anotó 13 goles.

### Getafe C.F.
El 31 de enero de 2014 Sammir firmó un contrato de tres años y medio con el Getafe Club de Fútbol de la Primera División de España. Hizo su debut en la competición el 1 de marzo, al entrar como sustituto en el segundo tiempo en un empate 0-0 en casa ante el RCD Español. En su primer medio año en Getafe el equipo logró la salvación in-extremis en la última jornada. Precisamente, él fue el provocador del penalti que dio la salvación a los azulones en el último partido en casa del Rayo Vallecano (1:2).

#### Temporada 2014-15
Sammir comenzó su primera temporada completa en España, la 2014/15 marcando su primer gol en la Primera División de España el 24 de agosto de 2014, en la primera jornada de la Liga, en una derrota por 3-1 ante el RC Celta de Vigo. En la octava jornada fue uno de los artífices de la gran remontada del Getafe ante la Real Sociedad (1:2) realizando una gran jugada personal y dando la asistencia de gol a Karim Yoda para llevarse los tres puntos en el último minuto.

## Selección nacional
El 14 de mayo de 2014, Sammir fue incluido en la lista preliminar de 30 jugadores que representarán a Croacia en la Copa Mundial de Fútbol de 2014 en Brasil, siendo ratificado en la lista final de 23 futbolistas el 31 de mayo.

### Participaciones en Copas del Mundo
| Mundial                        | Sede   | Resultado    |
| ------------------------------ | ------ | ------------ |
| Copa Mundial de Fútbol de 2014 | Brasil | Primera fase |

## Estadísticas
| Club             | Temporada     | Liga     | Liga  | Copa     | Copa  | Europa   | Europa | Otros    | Otros | Total    | Total |
| Club             | Temporada     | Partidos | Goles | Partidos | Goles | Partidos | Goles  | Partidos | Goles | Partidos | Goles |
| ---------------- | ------------- | -------- | ----- | -------- | ----- | -------- | ------ | -------- | ----- | -------- | ----- |
| Dinamo de Zagreb | 2006–07       | 11       | 1     | 4        | 0     | 0        | 0      | 0        | 0     | 15       | 1     |
| Dinamo de Zagreb | 2007–08       | 24       | 4     | 4        | 0     | 10       | 1      | –        | –     | 38       | 5     |
| Dinamo de Zagreb | 2008–09       | 32       | 8     | 5        | 3     | 11       | 1      | –        | –     | 48       | 12    |
| Dinamo de Zagreb | 2009–10       | 26       | 5     | 6        | 1     | 12       | 1      | –        | –     | 44       | 7     |
| Dinamo de Zagreb | 2010–11       | 22       | 10    | 5        | 2     | 12       | 7      | 1        | 0     | 40       | 19    |
| Dinamo de Zagreb | 2011–12       | 21       | 5     | 5        | 0     | 12       | 3      | –        | –     | 38       | 8     |
| Dinamo de Zagreb | 2012–13       | 28       | 13    | 1        | 0     | 11       | 0      | –        | –     | 40       | 13    |
| Dinamo de Zagreb | 2013–14       | 7        | 0     | 0        | 0     | 6        | 0      | 0        | 0     | 13       | 0     |
| Dinamo de Zagreb | Total         | 171      | 46    | 30       | 6     | 74       | 13     | 1        | 0     | 279      | 65    |
| Getafe           | 2013–14       | 8        | 0     | 0        | 0     | –        | –      | –        | –     | 8        | 0     |
| Getafe           | 2014–15       | 8        | 1     | 0        | 0     | –        | –      | –        | –     | 8        | 1     |
| Getafe           | Total         | 16       | 1     | 0        | 0     | –        | –      | –        | –     | 16       | 1     |
| Total carrera    | Total carrera | 187      | 47    | 30       | 6     | 74       | 13     | 1        | 0     | 292      | 66    |